# Biant de Priene
Biant (grec antic: Βίας, llatí: Bias) fou un dels Set savis de Grècia. Era natural de Priene (Àsia Menor), i va viure cap al segle vi aC. Com la resta dels Set Savis, el seu personatge funcionà pels antics grecs com a etiqueta per donar autoria a tot el bagatge de sentències, dites i coneixements de saviesa popular anònima; no obstant això, es tracta d'una figura històrica, encara que costa distingir la seva biografia d'allò que hom li atribueix de manera fantàstica.

## Biografia
No hi ha notícies directes sobre l'època en què va viure, però de diversos episodis biogràfics i del fet que l'esmentin autors com Heraclit o Hiponacte es dedueix que va viure al segle vi aC. Era fill de Tèutames, un personatge d'origen cari, i era natural de Priene, una polis de la Jònia. Es deia que era de família rica, tal vegada de la família aristocràtica que es deia que descendia dels fundadors tebans de Priene, però segons Duris era un simple ciutadà.
Diògenes Laerci parla extensament sobre Biant de Priene, però la major part de les anècdotes que explica es poden considerar com a part de la saviesa popular grega atribuïdes espúriament a un personatge de saviesa proverbial com Biant. No obstant això, sí que és certa la seva activitat professional com a advocat defensor en judicis (i no pas com a jutge, com s'ha dit), l'habilitat del qual fou lloada per poetes com Hiponacte i Demòdoc de Leros. Corrobora aquesta activitat la seva participació en les querelles, documentades epigràficament, entre la ciutat de Priene i la polis de Samos a propòsit de les seves fronteres: el camp de Batinet i el lloc de Driusa, amb la font de Càrion. La participació de Briant en aquests plets confirma la importància que va tenir entre els seus ciutadans.
Hom té notícia que Biant fou l'autor d'una obra en vers sobre la Jònia d'uns dos mil versos. Heròdot ens informa que en aquesta obra Biant aconsellava als jonis de colonitzar l'illa de Sardenya, que seria la sola manera d'alliberar-se del jou enemic, en referència als conflictes amb el regne de Lídia i, posteriorment, amb l'Imperi Aquemènida.
Diògenes Laerci informa que la seva làpida contenia l'epigrama següent:
| « | Criat en les glorioses contrades de Priene, aquesta làpida amaga Biant, gran ornament dels jonis. | » |

La ciutat de Priene li dedicà un temple, anomenat Teutamèon, en referència a son pare, per bé que és probable que realment fos anomenat Biantèon, en referència al mateix Biant.

## Anècdotes
El seu enginy s'exemplificava amb anècdotes com la d'Aliates II quan assetjà Priene. Es deia que Biant engreixà una mula i l'envià al seu campament per mostrar que no els mancaven queviures. Aliates negocià una treva, i en el moment de les ofrenes mostrà uns munts d'arena coberts de gra, que acabaren de convèncer Aliates per tancar la pau. En una altra anècdota es diu que, quan els ciutadans de Priene es disposaven a abandonar la ciutat pel setge al qual els tenia sotmesos el persa Cir II el Gran i s'enduien els objectes de valor que posseïen, un ciutadà va demanar a Biant si no feia els seus preparatius per al viatge. El savi va respondre-li: «Duc totes les meves coses amb mi» (llatí: Omnia mea mecum porto), fent entendre amb aquestes paraules que els béns més preuats per a ell eren la seva saviesa i el tresor dels seus pensaments.
A propòsit de la seva generositat, Fanòdic conta que va rescatar unes joves messènies fetes presoneres en la guerra, les va criar com a filles seves i les tornà als seus pares. Es deia que aquestes joves (o bé els seus pares) oferiren a Biant el famós trípode per al més savi que havien trobat uns pescadors milesis, però que ell hi renuncià perquè deia que Apol·lo era més savi.
Es deia que morí de vell, just després de guanyar el seu darrer judici.